# Taillebois
Taillebois är en kommun i departementet Orne i regionen Normandie i nordvästra Frankrike. Kommunen ligger i kantonen Athis-de-l'Orne som tillhör arrondissementet Argentan. År 2018 hade Taillebois 149 invånare.

## Befolkningsutveckling
Antalet invånare i kommunen Taillebois
| Referens: INSEE |